# Vincenzo Lorenzelli
Vincenzo Lorenzelli (Verona, 15 maggio 1933 – Genova, 6 marzo 2025) è stato un chimico e nuotatore italiano.
Vincenzo Lorenzelli è stato un docente universitario italiano. Per quindici anni (1998-2013) rettore dell'Università Campus Bio-Medico di Roma, per quasi dieci anni (1998-2007) presidente della Fondazione Carige, nonché presidente dell'Istituto pediatrico Gaslini di Genova e della Fondazione Rui. Dal 2018 al 2023 è stato Presidente dell'Accademia Ligure di Scienze e Lettere, .

## Gli anni giovanili e gli studi universitari
Vincenzo Lorenzelli nasce il 15 maggio 1933 a Verona dove il padre Gino, originario di Pontremoli, era stato trasferito nel 1930 come direttore di una filiale della Banca Commerciale Italiana. La famiglia si trasferisce a Milano nel 1941.
Durante gli ultimi anni della Seconda guerra mondiale il padre, laico e vicino al Partito d'Azione, decide di far sfollare la moglie e i due figli a Marina di Pietrasanta mentre lui, rimasto a Milano per ragioni professionali, arriva a nascondere in casa una famiglia ebrea. In quegli stessi anni di guerra, durante un lungo soggiorno a San Severino Marche in casa della sorella del padre la cui famiglia è ben inserita nel mondo intellettuale della zona, Vincenzo Lorenzelli ha modo di conoscere, tra gli altri, Eugenio Montale e Carlo Emilio Gadda.
Finita la guerra e riunitasi la famiglia a Milano, Lorenzelli nel 1946 si iscrive nel noto Liceo classico Giovanni Berchet dove studia con brillanti risultati in tutte le materie. Terminato il liceo si iscrive nel 1951 a Chimica industriale, unica possibilità allora presente a Milano oltre all'Ingegneria chimica del Politecnico, per non allontanarsi dalla famiglia e dall'ambiente del nuoto agonistico a cui si era ormai avvicinato con notevoli risultati. Concluso il biennio - che era comune anche alla chimica pura - nel 1953 decide di trasferirsi per l'ultimo triennio all'Università di Bologna dove diviene allievo del genovese Giovanni Battista Bonino, autorità indiscussa della chimica fisica italiana.

## La carriera agonistica nel nuoto
Nuotatore della Canottieri Milano, dove gareggiò assieme a Carlo Pedersoli (Bud Spencer), Lorenzelli fu primatista italiano per il 1953 nei 100 metri farfalla con 1'14"6. In quell' occasione la Gazzetta dello Sport lo definì dal punto di vista agonistico "minaccioso ventenne". Dopo essere entrato in Nazionale e aver partecipato ai Campionati europei di Torino nel 1954, gli viene proposto di trasferirsi a Berkeley (California), dove, assieme al compagno di squadra Fritz Dennerlein, avrebbe potuto continuare gli studi e perfezionarsi nel nuoto agonistico in vista delle Olimpiadi di Melbourne del 1956. Ma Lorenzelli, proprio dopo aver ottenuto i record italiani dei 100 metri farfalla e nei 4 x 100 misti (con Carlo Pedersoli nello stile libero, Egidio Massaria nel dorso e Giorgio Grilz nella rana), decide di abbandonare il nuoto agonistico per dedicarsi completamente alla ricerca scientifica.

## La carriera scientifica e accademica
(Vincenzo Lorenzelli)

### Bologna
Dopo la laurea in Chimica, ottenuta nell'estate 1956 con il massimo dei voti e con il premio della Federazione Italiana dei Cavalieri del lavoro per la migliore tesi, Vincenzo Lorenzelli, grazie ad una borsa di studio di un milione di lire del Ministero della Pubblica Istruzione e sotto la guida di Bonino, prosegue i suoi studi sulla struttura molecolare della materia con l'allora pionieristico spettroscopio a infrarossi, alternando il lavoro nel laboratorio dell'Istituto chimico bolognese "Giacomo Ciamician" con alcuni periodi di studio in Germania all'Università di Monaco e all'Istituto Max Planck di chimica biofisica a Gottinga.

### Parigi e la Francia
I risultati delle sue ricerche sono apprezzati al punto che, nel 1958, gli viene offerta una borsa di studio del Ministero degli esteri francese per trasferirsi a Parigi per lavorare nel Laboratoire de recherches physiques della Sorbona, diretto dal fisico e membro dell'Académie française, Jean Lecomte. Lorenzelli giunge nella capitale francese il 1º novembre 1958 assieme alla moglie Gioia Viglierchio, sposata esattamente una settimana prima, e inizia così un periodo di ricerca per “realizzare uno strumento in grado di individuare l'infrarosso delle grandi lunghezze d’onda”.
Dopo il servizio militare in Italia, torna in Francia dove, negli anni seguenti, diviene Maître de Recherches e collabora alla nascita del Laboratoire des Céramiques Nouvelles dell'Università di Limoges e del Laboratoire de Science des Matériaux dell'Università di Angers. Verso il 1963, però, il suo maestro Bonino, che nel frattempo si era trasferito all'Università di Genova lo invita a rientrare in Italia e gli affida il corso di ‘'Tecnologie chimiche inorganiche e nucleari'’.
Lorenzelli però non interrompe le collaborazioni con la Francia dove, alcuni anni dopo, conosce e diventa amico dell'allora Ministro dell'Agricoltura e futuro presidente della Repubblica Francese Jacques Chirac.

### Genova
A partire dal 1964 si consolida il suo legame con Genova, dove si stabilisce con la moglie e le due figlie. Bonino lo chiama a dirigere un nuovo centro di ricerca del CNR da lui fondato: il Centro Studi di Chimica e Chimica Fisica Applicata alle Caratteristiche di Impiego dei Materiali. Nel 1969, Lorenzelli inizia ad insegnare Chimica nella Facoltà di Ingegneria dell'Ateneo genovese e nel 1973 diventa il primo professore ordinario in Italia su una cattedra di questo tipo. Fonda l'Istituto di Chimica della facoltà di Ingegneria di cui sarà direttore per venticinque anni, fino al 1998. Anche per questo nel 1973 viene insignito della laurea ad honorem in Scienze Fisiche dall'Università di Nantes e, nel 1999, riceve un analogo riconoscimento dalla sua facoltà genovese con la laurea ad honorem in Ingegneria chimica.

### Roma e il Campus Bio-Medico
Membro dell'Opus Dei, nel 1998 diviene rettore dell'Università Campus Bio-Medico che, fondata nel 1993 a Roma proprio dall'Opus Dei, proprio pochi mesi dopo il suo arrivo assegna le prime lauree in Medicina. Come rettore, Lorenzelli avvia la seconda facoltà del giovane Ateneo, quella di Ingegneria che, data la vocazione tematica di questa università privata, prende l'avvio dal Corso di laurea in Ingegneria Biomedica. Inoltre Lorenzelli ha diretto il trasferimento del Campus Bio-Medico nella sede definitiva di Trigoria (2007) e ha promosso l'avvio dei nuovi corsi di laurea in Scienze dell'Alimentazione e della Nutrizione Umana (2007), in Tecniche di Radiologia Medica per Immagini e Radioterapia (2008) e in Ingegneria Chimica per lo Sviluppo Sostenibile (2010).

## Impegno politico e istituzionale

### La Fondazione Carige
Nel 1995 Lorenzelli viene coinvolto nella Fondazione Carige dal giurista Fausto Cuocolo che in quel momento era presidente tanto della Banca Carige che della relativa Fondazione. Cuocolo sostiene la sua candidatura e Lorenzelli diventa prima consigliere (1995) e poi presidente (1998) della Fondazione Carige. Resterà alla guida di tale Fondazione fino al 2006 cercando di adempierne le finalità istituzionali a favore della cultura e del volontariato:
(Vincenzo Lorenzelli)
Tra gli interventi più significativi della Fondazione Carige durante la presidenza di Lorenzelli si possono ricordare il sostegno alla candidatura di Genova come Capitale europea della cultura per il 2004, il sostegno al Teatro Stabile di Genova e il recupero e restauro della Sala delle Grida nell'antico Palazzo della Borsa Valori di Genova.

### Attività politica
Nel 2007, Vincenzo Lorenzelli si candida come capolista per l'Udc alle Elezioni amministrative in Italia del 2007 e viene eletto nel Consiglio comunale di Genova dove siede fino al 2012.

## Opere principali
- Tecnologie Chimico-inorganiche, Edizioni Facoltà di Ingegneria, Università di Genova, 1964
- Fondamenti di chimica, ECIG, Genova 1986
- Elementi di chimica inorganica e organica, ECIG, Genova 1986
- Risorse, Materiali, Ambiente: Introduzione alla Chimica per l'Ingegneria, CENFOR, Genova 1988
- Chimica dei Materiali, CENFOR, Genova 1988
- L'Università per un nuovo umanesimo, Univ Edizioni, Genova 2003, pp. 189 (prefazione di Tarcisio Bertone)